# Vârciorog, Bihor
Vârciorog este satul de reședință al comunei cu același nume din județul Bihor, Crișana, România.

## Așezare
Satul Vârciorog este situat în partea centrală a județului Bihor, în nord–vestul Munților Pădurea Craiului, în depresiunea de contact a acestora cu Dealurile Serghișului și Tășadului, numită Depresiunea Vârciorogului.
În această depresiune, drenată de cursul superior al râului Topa și afluenții acestuia, a existat și s-a dezvoltat, de secole, satul Vârciorog. 

## Istoric
Anul 1492 reprezintă data în care localitatea a intrat în sfera de referință a documentelor și nicidecum o întemeiere sau un început, începuturile sale sunt mult mai îndepărtate așa cum sunt majoritatea satelor noastre.
În perioada dictaturii comuniste satul nu a fost colectivizat, locuitorii lui netrăind marea dramă a țărănimii române – dezmoștenirea de pământ. Acesta este unul din motivele care face ca zona să fie diferită de alte locuri din România.

## Atracții turistice
- Biserica ortodoxă „Sfinții Arhangheli” se numără printre cele mai reprezentative realizări ale arhitecturii de lemn din Munții Apuseni. De plan dreptunghiular, cu absidă poligonală decroșată, are turn-clopotniță pe naos și pridvor pe toate laturile. Este bogat ornamentată cu decor cioplit în lemn.
- Peștera Osoi
- Defileul Crișului Repede - Pădurea Craiului (sit de importanță comunitară inclus în rețeaua europeană Natura 2000 în România)

## Imagini

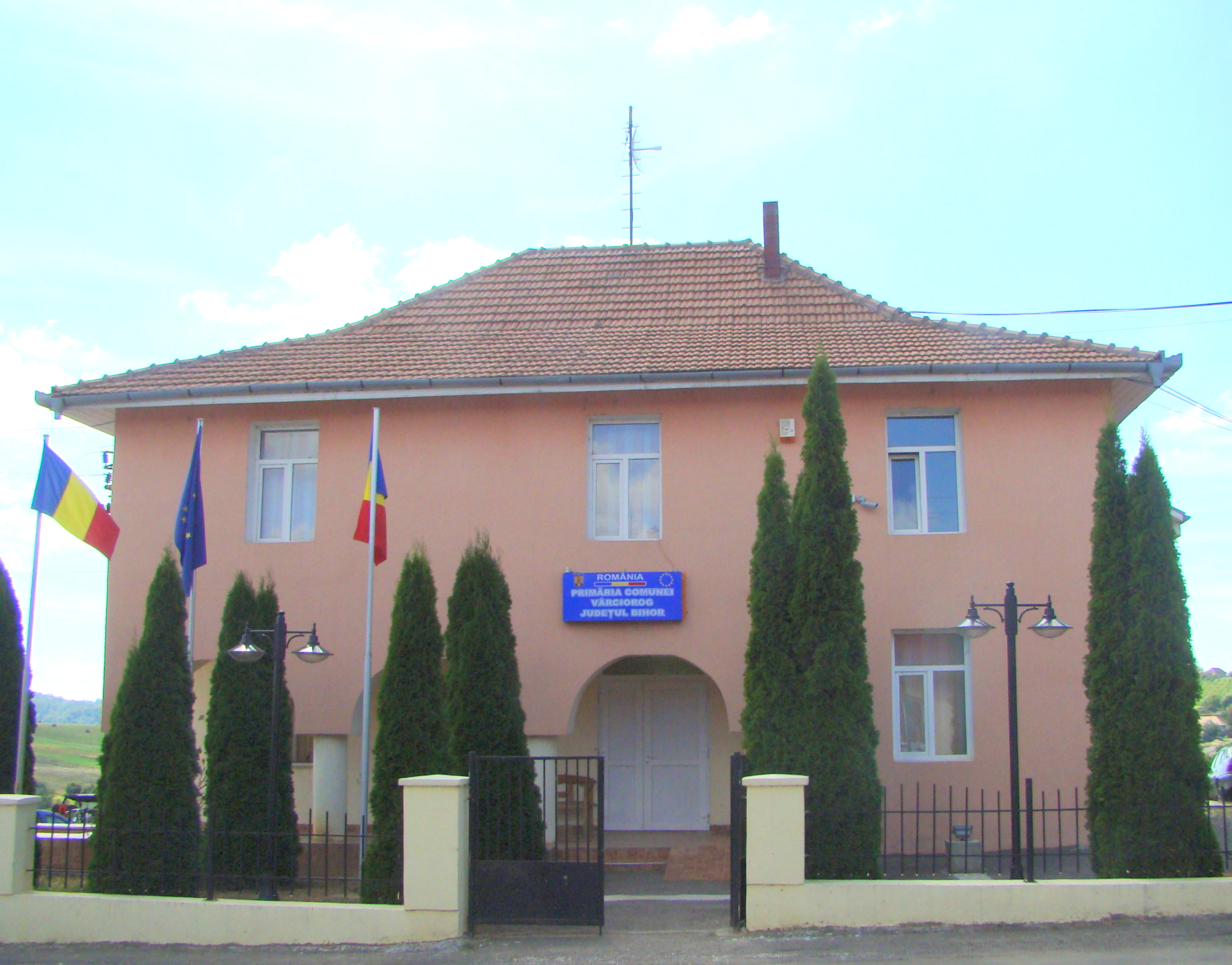
Primăria
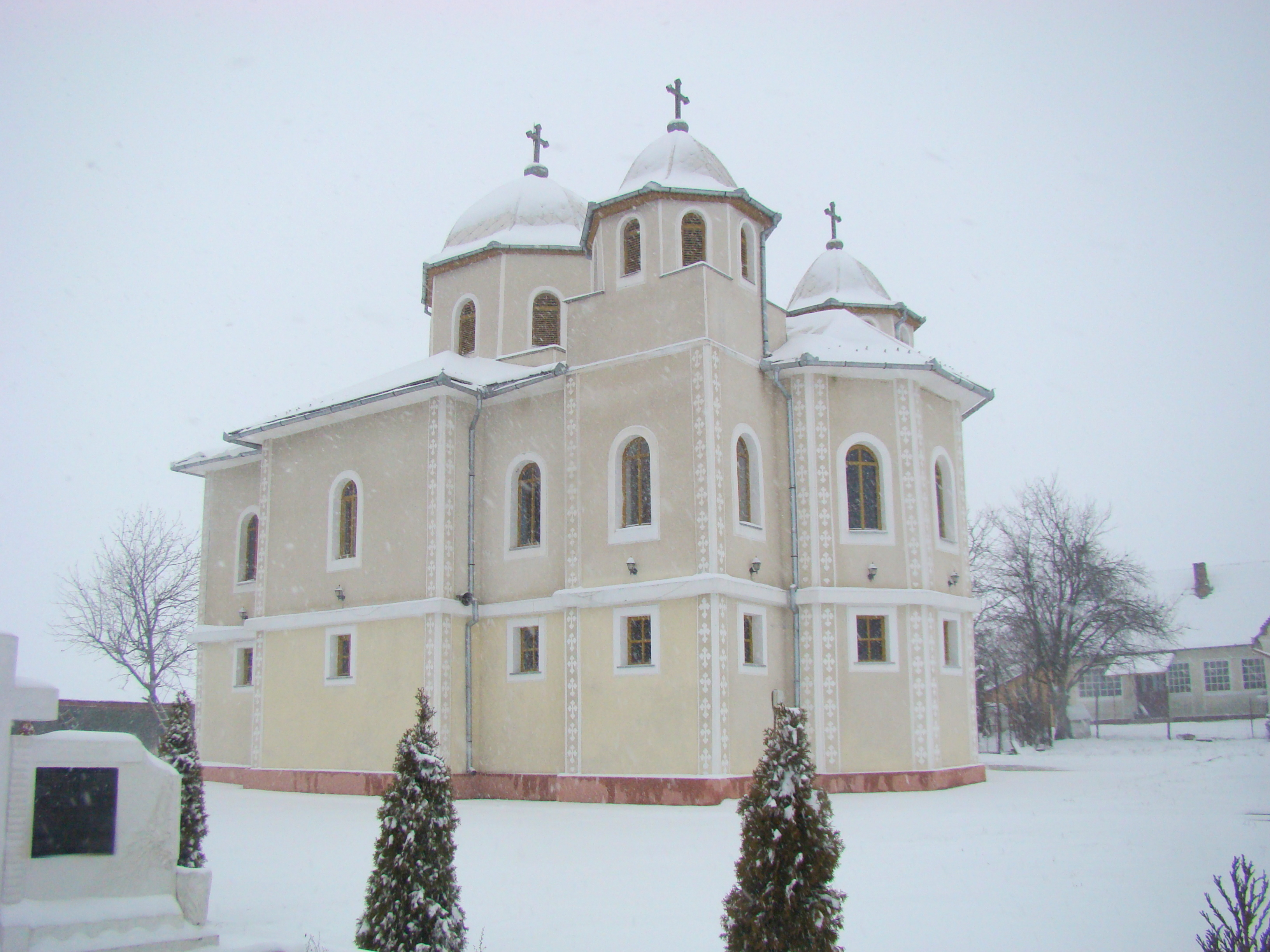
Biserica de zid cu hramul „Nașterea Sfântului Ioan Botezătorul”
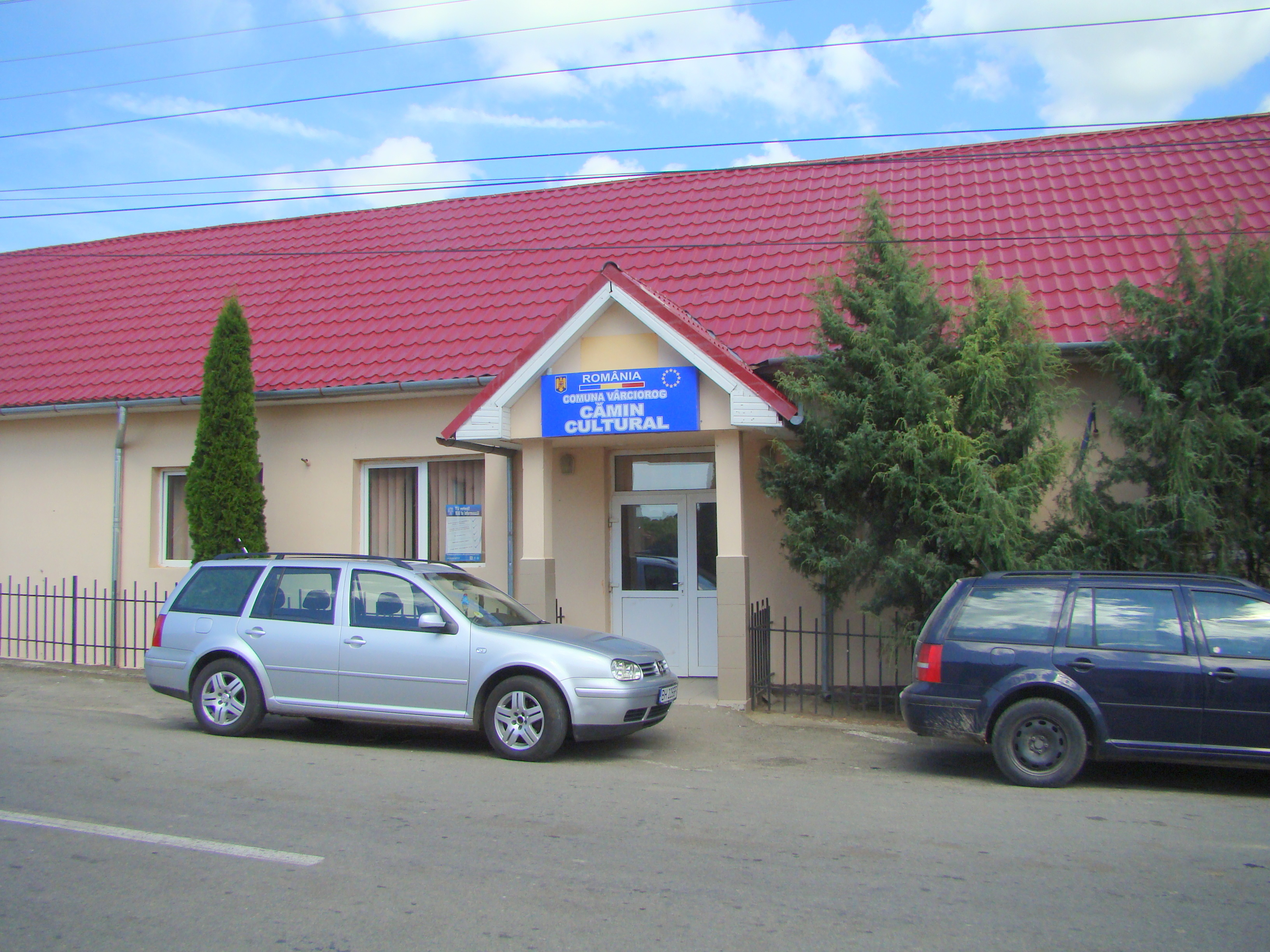
Căminul cultural
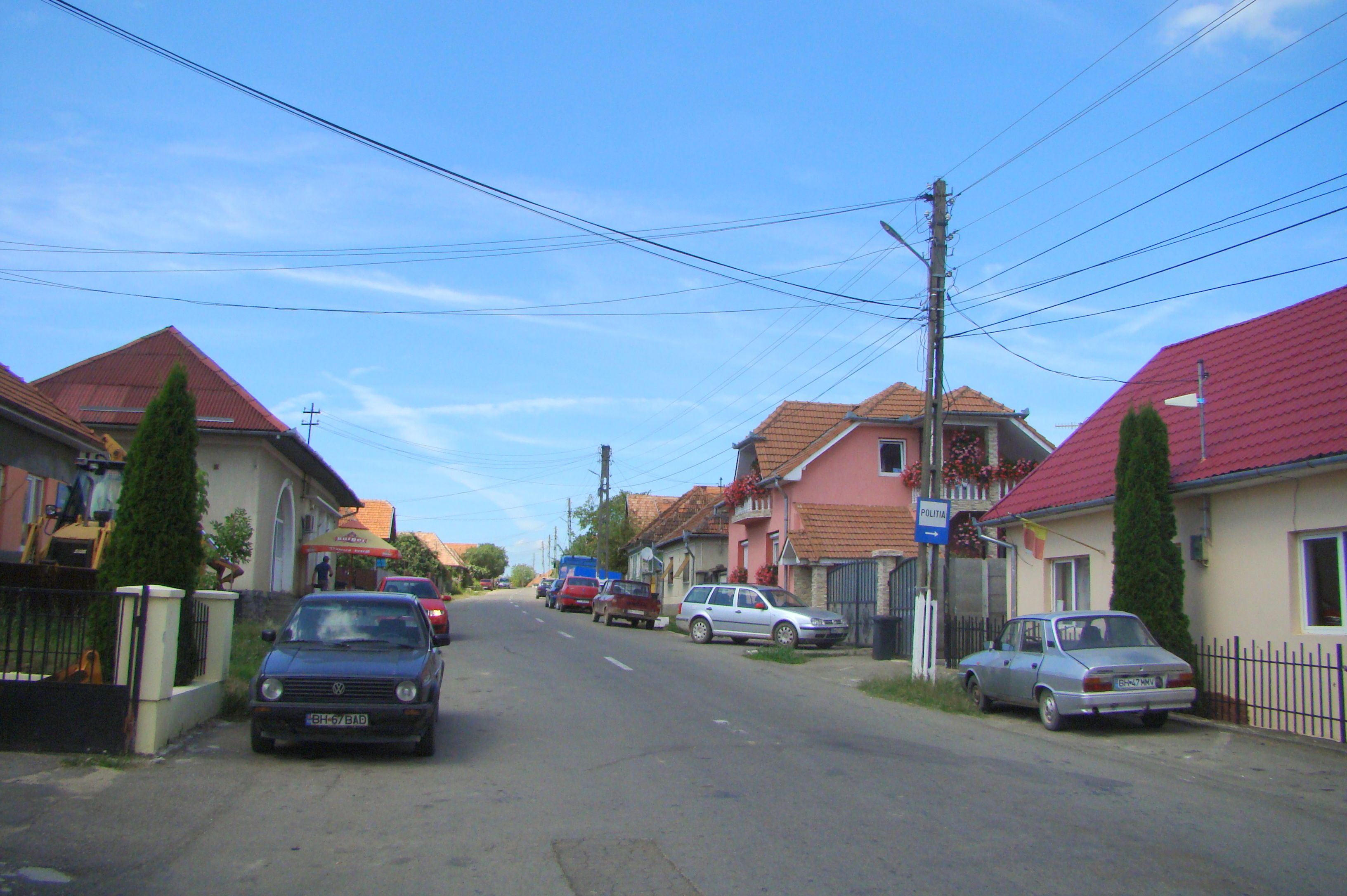